# Rhacolepis buccalis
Rhacolepis buccalis è un pesce osseo estinto, appartenente ai crossognatiformi. Visse nel Cretaceo inferiore (Albiano, circa 115 - 105 milioni di anni fa) e i suoi resti fossili sono stati ritrovati in Brasile.

## Descrizione
Questo pesce dal corpo robusto poteva arrivare a una lunghezza di circa 25 centimetri. La testa era lunga e dal margine anteriore affusolato, ed era lunga circa il 33% della lunghezza del corpo. Le pinne pari erano corte; le pinne pelviche si originavano da dietro il livello della pinna dorsale, ed erano situate più vicino al peduncolo caudale che alla pinna pettorale. Le scaglie lungo il corpo erano più profonde che lunghe e si sovrapponevano fra loro; erano piuttosto piccole, ovoidali, caratterizzate da circoli sulla superficie dorsale e ventrale, e si estendevano fino alla base delle pinne. La cloaca era circondata da circa 16 scaglie modificate; il peduncolo caudale era dotato, dorsalmente, di 9-10 scaglie ingrandite nella linea mediana. 
Rhacolepis era caratterizzato da un vomere dotato di due denti ricurvi, da un ectopterigoide dotato di un corto processo dorsale e di una singola fila di denti appuntiti. Le ossa infaorbitali posteriori si sovrapponevano al preopercolo. 

### Cuore fossile
Uno studio del 2016 su due esemplari di Rhacolepis ha dimostrato la possibilità di fossilizzazione del cuore in questi pesci. Negli studi sull’evoluzione del cuore, un problema è costituito dalla transizione da un cono arterioso dotato di tante valvole (tipico degli attinotterigi basali) a un bulbo arterioso privo di valvole ed elastico (tipico degli attinotterigi evoluti). Con l’aiuto della microtomografia a sincrotroni lo studio del 2016 ha mostrato che Rhacolepis possedeva un cuore con un cono arterioso dotato di almeno cinque fila di valvole. Ciò rappresenta una morfologia transizionale tra la condizione primitiva a molte valvole e quella derivata, a una sola valvola. Questi fossili dimostrerebbero che la semplificazione del cuore negli attinotterigi moderni è avvenuta in maniera graduale, e non attraverso un evento drastico (Maldanis et al., 2016).

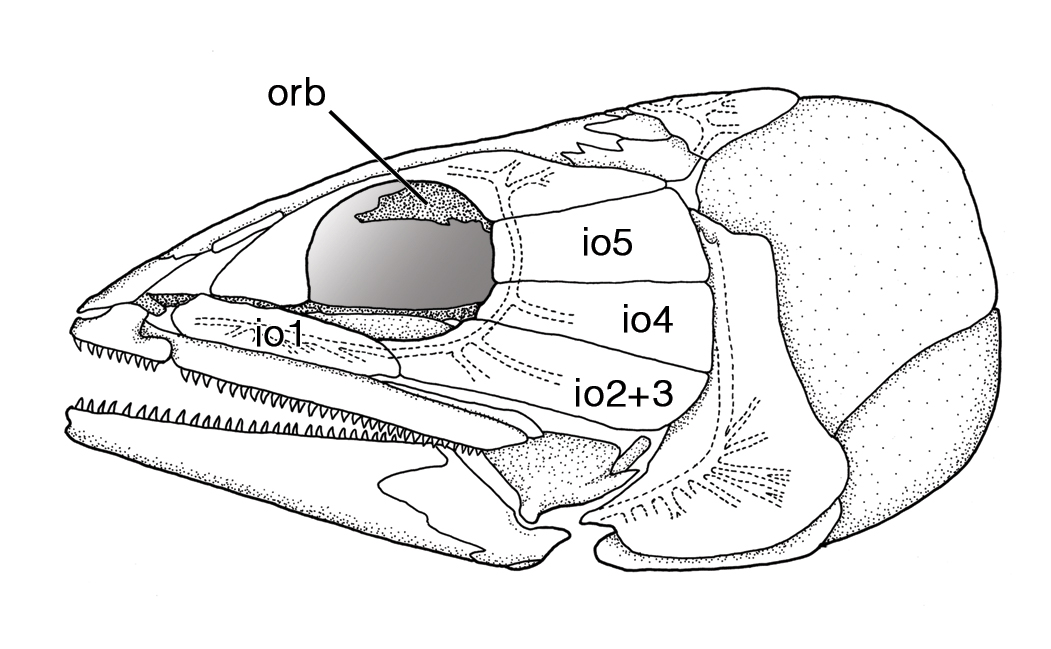
Cranio di Rhacolepis buccalis

## Classificazione
Rhacolepis buccalis venne descritto per la prima volta nel 1841 da Louis Agassiz, nella monumentale opera Recherches sur les Poissons Fossiles. I fossili di Rhacolepis provengono principalmente dalla formazione Santana, dell’Albiano del Brasile nordorientale. Molti di questi fossili sono stati ritrovati in noduli, in cui si sono conservati perfettamente i particolari. 

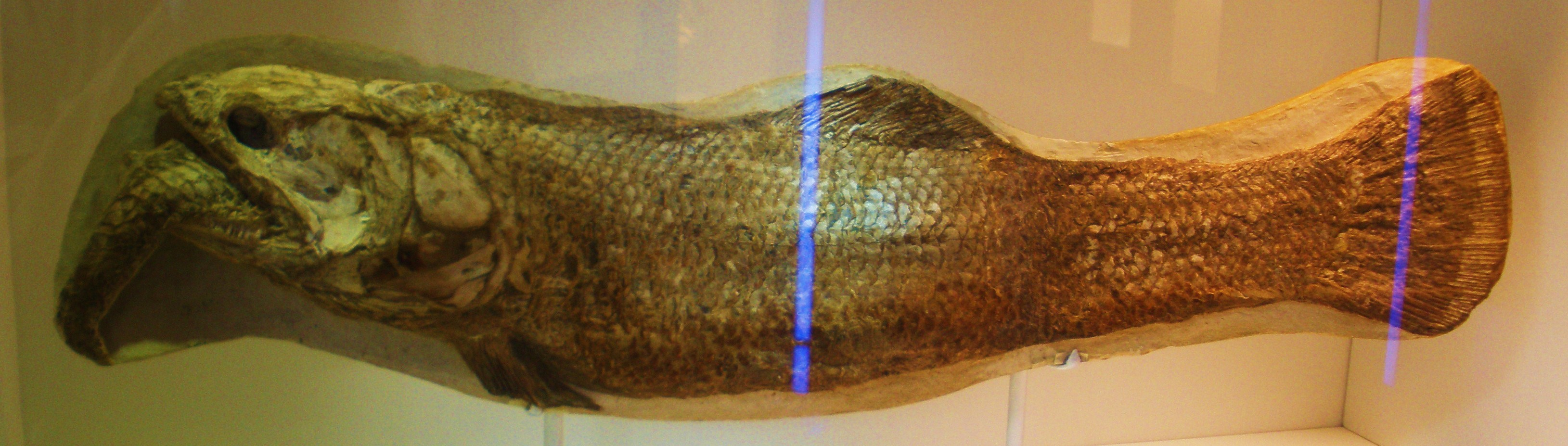
Fossile di Calamopleurus conservatosi nell'atto di ingoiare un esemplare di Rhacolepis

Rhacolepis venne attribuito inizialmente agli elopidi, ma successive ricerche (Forey, 1977) hanno indicato che questo animale era un membro dei pachirizodontidi, un gruppo di veloci pesci predatori tipici del Cretaceo. L’affine Pachyrhizodus, più recente, era di taglia molto più grande. Rhacolepis e i pachirizodontidi (inclusi nel gruppo dei crossognatiformi) potrebbero essere strettamente imparentati con gli elopomorfi (Elopomorpha) e sembrerebbero occupare una posizione basale tra i teleostei moderni. A causa della sua posizione filogenetica, Rhacolepis è fondamentale per gli studi sull’evoluzione delle caratteristiche morfologiche dei teleostei.